# Arlanda Express
| Arlanda Express in Stockholm Central |                      |                                                |                                                |
| Logo Arlanda Express |                      |                                                |                                                |
| Streckenlänge: | 40 km                |                                                |                                                |
| Spurweite: | 1435 mm (Normalspur) |                                                |                                                |
| Stromsystem: | 15 kV 16 2/3 Hz ~    |                                                |                                                |
| Streckengeschwindigkeit: | 200 km/h             |                                                |                                                |
| |                      |                                                |                                                |
| \| \| 39,0 \| Arlanda Norra Terminal 5 \| Arlanda Norra Terminal 5 \| \| \| 38,5 \| Arlanda Södra Terminal 2, 3, 4 \| Arlanda Södra Terminal 2, 3, 4 \| \| \| \| Bahnstrecke Stockholm–Sundsvall nach Arlanda C \| \| \| \| \| Arlanda nedre \| \| \| \| \| \| \| \| \| \| Blackvreten Depot Arlanda Express \| \| \| \| \| Rosersbergstunnel \| \| \| \| \| nach Märsta \| \| \| \| 27,378 \| Skavstaby \| Skavstaby \| \| \| \| Details siehe Bahnstrecke Stockholm–Sundsvall \| \| \| \| 0,0 \| Stockholm C \| Stockholm C \| |                      |                                                |                                                |
| Kopfbahnhof Streckenanfang (im Tunnel) | 39,0                 | Arlanda Norra Terminal 5                       | Arlanda Norra Terminal 5                       |
| Bahnhof (im Tunnel) | 38,5                 | Arlanda Södra Terminal 2, 3, 4                 | Arlanda Södra Terminal 2, 3, 4                 |
| Abzweig geradeaus und von rechts (im Tunnel) |                      | Bahnstrecke Stockholm–Sundsvall nach Arlanda C | Bahnstrecke Stockholm–Sundsvall nach Arlanda C |
| Dienststation / Betriebs- oder Güterbahnhof (im Tunnel) |                      | Arlanda nedre                                  | Arlanda nedre                                  |
| Tunnelende |                      |                                                |                                                |
| Dienststation / Betriebs- oder Güterbahnhof |                      | Blackvreten Depot Arlanda Express              | Blackvreten Depot Arlanda Express              |
| Tunnel |                      | Rosersbergstunnel                              | Rosersbergstunnel                              |
| Abzweig geradeaus und von rechts |                      | nach Märsta                                    | nach Märsta                                    |
| Dienststation / Betriebs- oder Güterbahnhof | 27,378               | Skavstaby                                      | Skavstaby                                      |
| |                      | Details siehe Bahnstrecke Stockholm–Sundsvall  |                                                |
| Kopfbahnhof Streckenende | 0,0                  | Stockholm C                                    | Stockholm C                                    |

Arlanda Express ist eine schwedische Bahnverbindung, die mit dem 200 km/h schnellen Elektrotriebzug X3 seit 1999 den Hauptbahnhof Stockholm mit dem Flughafen Stockholm/Arlanda verbindet. Die Züge bewältigen die Strecke in 20 Minuten. Am Flughafen bedienen sie die Stationen Arlanda Södra und Arlanda Norra. Die Züge verkehren bis auf wenige Ausnahmen in den Tagesrandzeiten alle 15 Minuten, im Berufsverkehr etwa alle zehn Minuten.

## A-Train AB
Arlanda Express wird von der Aktiengesellschaft A-Train AB betrieben, die für den Bau der separaten Gleise verantwortlich war. Diese sind in Staatseigentum und werden von der Arlanda Express-Betreibergesellschaft angemietet und unterhalten. Dies steht im Gegensatz zum übrigen schwedischen Eisenbahnnetz, das von der staatlichen Infrastrukturgesellschaft Trafikverket unterhalten wird.
A-Train AB betreibt neben den Zügen Alstom Coradia X3 und den Bahnhöfen des Arlanda Express sämtliche Gleisanlagen der Flughafenbahn (schwedisch Arlandabanan) zwischen den Anschlüssen Skavstaby und Myrbacken, einschließlich des Fernbahnhofs Arlanda C. Arlanda C wird nicht von Arlanda-Express-Zügen bedient, sondern ausschließlich von Regional- und Fernzügen anderer Anbieter wie etwa SJ AB, Transdev Group (Norrlandståget) und dem Pendeltåg von Storstockholms Lokaltrafik. Reisende, die in Arlanda C ein- oder aussteigen, müssen zusätzlich zum Fahrpreis einen gesonderter Zuschlag (särskild passage-avgift) entrichten.
Laut einer Pressemitteilung vom 23. April 2014 beförderte der Arlanda Express 2013 mehr als 3,3 Millionen Reisende, darüber hinaus benutzten 1,6 Millionen Reisende den Bahnhof Arlanda C. Eine Einzelfahrkarte kostet mit 340 SEK (etwa 30,- €) für Erwachsene (Stand 29. Juli 2024) etwa doppelt so viel wie eine Fahrt mit einem der Flygbussarna und etwa die Hälfte einer Taxifahrt.
Im Mai 2025 wurde bekanntgegeben, dass zum Ersatz der derzeit eingesetzten Züge vom Typ X3 bei Stadler Rail insgesamt sieben Triebzüge vom Typ Flirt mit einer Option für einen zusätzlichen Triebzug beschafft werden sollen. Die Produktion soll Ende 2026 in den Schweizer Werken in Altenrhein und St. Margrethen beginnen, sodass sie ab 2029 in den Fahrgastbetrieb gehen können. Die Vereinbarung umfasst auch einen Wartungsvertrag über 15 Jahre. Der Auftragswert beträgt rund 350 Millionen Schweizer Franken.

## Eigentumsverhältnisse
A-Train AB befand sich seit dem 1. Januar 2004 zu 100 Prozent im Besitz des Macquarie European Infrastructure Fund, hinter dem der australische Infrastrukturinvestor Macquarie Group steht. Zum 9. Juli 2014 verkaufte Macquarie sämtliche Anteile an A-Train an die Portare 1 AB.